# Gmina Irig
Gmina Irig (serb. Opština Irig / Општина Ириг) – gmina w Serbii, w Wojwodinie, w okręgu sremskim. W 2018 roku liczyła 10 083 mieszkańców.